# Kosmos 1317
O Kosmos 1317 (em russo: Космос 1317, significado Cosmos 1317) foi um satélite soviético de sistema de alerta anti-mísseis intercontinentais. Foi desenvolvido como parte do programa Oko de satélites artificiais. O satélite foi projetado para identificar lançamentos de mísseis usando telescópios ópticos e sensores infravermelhos.
O Kosmos 1317 foi lançado em 31 de outubro de 1981 do Cosmódromo de Plesetsk, União Soviética (atualmente na Rússia), através de um foguete Molniya-M. O lançamento foi bem sucedido, colocando o satélite em uma órbita Molniya, assim como muitos dos satélites Kosmos pertencentes ao programa Oko.
Ele cessou as suas operações em 26 de janeiro de 1984.